# Herina germinationis
Herina germinationis är en tvåvingeart som först beskrevs av Rossi 1790.  Herina germinationis ingår i släktet Herina, och familjen fläckflugor. Arten har ej påträffats i Sverige.